# Алатэнхуа
Алатэнхуа (кит. упр. 阿拉腾花, Ala Tenghua, Tenghua Ala; 22 января 1993) — китайская шашистка (международные шашки), монголка по национальности. Чемпионка Азии 2014, Чемпионка Азии 2010 и 2014 годов в формате блиц среди женщин, участница чемпионата мира по международным шашкам 2011, Всемирных интеллектуальных игр 2008 (русские шашки — 27 место) и 2011 (8 место) годов.

## Спортивная карьера
В детстве обучалась шахматам. В 2008 году перешла на международные шашки.
Чемпионка Китая (2009, 2011, 2015).
На чемпионат мира 2013 года участвовала в основной программе и заняла 6-е место, опередив международного гроссмейстера Матрёну Ноговицыну и ряд известных международных мастеров. В 2015 году на чемпионате мира выступила менее удачно — 12-е место.
Отец Алатэнхуа Гансухэ и сестра Сайя являются членами сборной Китая по шашкам.

## Чемпионаты мира
- 2013 (6 место)
- 2015 (12 место)[8]

## Чемпионаты Азии
- 2014 (1 место)[9]
- 2016 (6 место[10])
- 2017 (4 место)
- 2018 (14 место)

## Чемпионаты Китая
- 2009 (1 место)
- 2011 (1 место)
- 2013 (2 место)
- 2014 (4 место)[11]
- 2015 (1 место)[12]
- 2016 (3 место)
- 2017 (3 место)
- 2018 (2 место)
- 2019 (3 место)